# إنغريد جنسن
إنغريد جنسن هي معلمة موسيقى كندية، ولدت في 12 يناير 1966 في فانكوفر في كندا.

## وصلات خارجية
- الموقع الرسمي
- إنغريد جنسن على موقع ميوزك برينز (الإنجليزية)
- إنغريد جنسن على موقع أول ميوزيك (الإنجليزية)
- إنغريد جنسن على موقع ديسكوغز (الإنجليزية)